# هازه
هازه رودی است به امس می‌ریزد. این رود از کشور آلمان می‌گذرد.